# Wieszowa

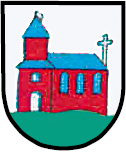
Wapen van Wieszowa

Wieszowa is een dorp in de Poolse woiwodschap Silezië. De plaats maakt deel uit van de gemeente Zbrosławice en telt 2 630 inwoners.